# Epipogiinae
Epipogiinae – podplemię roślin z rodziny storczykowatych (Orchidaceae). Zaliczane są do niego trzy rodzaje. Rośliny z tego gatunku występują całej Europie i w większości krajów Azji z pominięciem Bliskiego Wschodu.

## Systematyka
Podplemię sklasyfikowane do plemienia Nervilieae do podrodziny epidendronowych (Epidendroideae) w rodzinie storczykowatych (Orchidaceae), rząd szparagowce (Asparagales) w obrębie roślin jednoliściennych.
Wykaz podplemion
- Epipogium Borkh.
- Silvorchis J.J.Sm.
- Stereosandra Blume